# Phalera latipennis
Phalera latipennis är en fjärilsart som beskrevs av Butler 1896. Phalera latipennis ingår i släktet Phalera och familjen tandspinnare. Inga underarter finns listade i Catalogue of Life.